# Andance
Andance település Franciaországban, Ardèche megyében. Lakosainak száma 1193 fő (2022. január 1.). Andance Saint-Désirat, Saint-Étienne-de-Valoux, Sarras, Talencieux, Andancette és Laveyron községekkel határos.

## Népesség
A település népességének változása:
| Lakosok száma | 926  | 920  | 984  | 1116 | 1132 | 1170 | 1185 | 1202 | 1201 | 1193 |
|               | 1968 | 1982 | 1999 | 2006 | 2011 | 2015 | 2017 | 2018 | 2020 | 2022 |